# Dům U Zlaté konvice (Kadaň)
Dům U Zlaté konvice (čp. 50) je měšťanský dům na Mírovém náměstí (dříve Tržní) na Starém Městě v Kadani.

## Dějiny domu a jeho majitelé
Dům U Zlaté konvice se nachází v samém centru kadaňského Starého Města na hlavním náměstí (dříve Tržní, nyní Mírové). Je vystavěn na původně středověké parcele vyměřené již ve 13. století při založení královského města Kadaně. Původní stavba musela projít několika kompletními rekonstrukcemi po velkých ničivých požárech města v letech 1362, 1421 a 1498. Prvním nám známým majitelem domu čp. 50 byl měšťan Hans Czeumer, který je jako vlastník zmiňován roku 1553. O jedenáct let později je jako další majitel domu uveden měšťan Hans Purrass, jehož rod jej vlastnil až do roku 1604, kdy se dům octl v majetku měšťana Andrease Funka, pocházejícího ze saského Annabergu, který se právě toho roku též oženil ovdovělou Euphrosinou Purrass. V dobách třicetileté války (1618–1648) podlehl dům hned dvěma požárům, a sice v letech 1631 a 1635. Spáleniště se nedlouho poté stalo majetkem městského radního Johanna Ulricha, který se svou chotí Evou později rozšířili svůj nemovitý majetek v Kadani ještě o tzv. Český mlýn na Špitálském předměstí. Když v roce 1637 Johann Ulrich náhle umírá, stává se jediným vlastníkem domu jeho manželka Eva, jež se znovu provdává a jako Eva Kotzová zůstává majitelkou domu ještě po roce 1654. Dalším vlastníkem domu se stal Jan Zikmund Hošťálek z Javořice, syn slavného žateckého primátora Maxmiliána Hošťálka, který byl jedním z tzv. sedmadvaceti českých pánů popravených z rozkazu římského císaře Ferdinanda II. Habsburského roku 1621 na Staroměstském náměstí v Praze. Dalšími majiteli domu byli rytmistr Johann Ernst Schulthes a lékárník Johann Hutschenreiter s chotí Evou Margarethou. Po roce 1701 se dům dostal do vlastnictví Leopolda Floriana Müllera, ten se však zadlužil natolik, že z Kadaně raději uprchl a dům čp. 50 byl tak prodán roku 1713 v dražbě.
Tehdy se stal dům čp. 50 majetkem Jakoba Ignaze Otty z Ottlilienfeldu, zámožného muže z významného rodu, který již předtím vlastnil četné pozemky a polnosti v okolí města. Zatímco jeho otec Sigmund Ernst, kadaňský erbovní měšťan a advokát, byl dlouholetým městským sekretářem, Jakob Ignaz Otto vykonával na Kadaňsku úřad výběrčího tzv. nápojové daně. Za svědomité vykonávání úřadu a další zásluhy jej povýšil římský císař a český král Karel VI. Habsburský do šlechtického stavu a rodině potvrdil její starší predikát i erb s rudými srdci, zlatými růžemi a liliemi. Po své smrti roku 1743 byl Jakob Ignaz Otto z Ottlilienfeldu slavnostně pohřben v děkanském kostele Povýšení sv. Kříže v Kadani. Jeho synové si také vydobyli významná postavení a oba byli povýšeni do rytířského stavu. Johann zastával úřad hejtmana Loketského kraje a Ignaz pak úřad hejtmana Žateckého kraje. Rytíři z Ottlilienfeldu vlastnili dům čp. 50 na kadaňském náměstí až do roku 1786. Toho roku vypukl ve městě veliký požár, který zasáhl větší část celého Starého Města a spáleniště domu odkoupil od Ottlilienfeldů měšťan Josef Anton Spindler, který se tehdy stal také majitelem nedalekého zrušeného a taktéž vyhořelého komplexu původního minoritského kláštera sv. Michaela. Po Josefu Antonovi zdědil dům jeho vnuk Ignaz Spindler, který jej ovšem roku 1818 prodal Josefu Schuldesovi, po jehož smrti jej od jeho ovdovělé manželky zakoupila roku 1825 měšťanka Franziska Stamm.
V průběhu 19. století dům vystřídal mnoho dalších majitelů. Koncem 19. století v domě provozoval obchod s módním zbožím Wenzel Kirsch, obchodník a také městský zastupitel, který později v roce 1900 získal dům do svého vlastnictví a provedl na něm nákladnou rekonstrukci. Wenzel Kirsch byl mimořádně a všestranně aktivní občan, byl členem hned několika kadaňských spolků a působil v Kadani též jako agent vídeňské pojišťovny Phönix. Posledním německým majitelem domu byl v letech 1924 až 1945 kadaňský rodák Karl Bergner, který v domě provozoval železářství. Dům obýval se svou manželkou Annou, rozenou Schühovou, jež pocházela z vesnice Kojetína na Kadaňsku. V domě čp. 50 se manželům Bergnerovým v roce 1907 narodil syn Albin. Jako Němci pak byla rodina dne 23. srpna 1945 vypovězena z Kadaně a donucena opustit poválečné Československo.

## Domovní znamení
Na plechovém vývěsním štítě připevněném k fasádě domu čp. 50 je namalována zlatá konvice, která zve kolemjdoucí k návštěvě kavárny a cukrárny U Zlaté konvice v přízemí. Toto domovní znamení instalované majiteli domu v roce 2015 je upomínkou na nobilitovaného měšťana Jakoba Ignaze Otty z Ottlilienfeldu, který dům zakoupil v roce 1713, a který na Kadaňsku zastával úřad výběrčího tzv. nápojové daně. Konvice je nejen připomínkou bývalého vlastníka domu, ale i symbolem pohostinnosti a dobročinnosti obecně. V křesťanské ikonografii patří konvice k atributům sv. Alžběty Durynské, sestřenice sv. Anežky České, která je proslulá nezištnou péčí o chudé a potřebné v duchu františkánské spirituality, jež je právě s Kadaní neodmyslitelně spjata, neboť v Kadani bylo hned několik klášterů hlásících se k odkazu sv. Františka s Assisi.